# ریم (بازی ویدئویی)
ریم (به انگلیسی: Rime) یک بازی ویدئویی در سبک سکوبازی ماجراجویی است که توسط تکیلا ورکس ساخته شده‌است و به وسیلهٔ گری باکس منتشر شده‌است. ریم در تاریخ ۲۶ مه ۲۰۱۷، در پلت‌فرم‌های پلی‌استیشن ۴، اکس‌باکس وان، و مایکروسافت ویندوز و نوامبر ۲۰۱۷ برای کنسول نینتندو سوئیچ عرضه شد.